# 鲁瓦邦
鲁瓦邦（法語：Roybon，法語發音：[ʁwabɔ̃]）是法国伊泽尔省的一个市镇，原属格勒诺布尔区，2017年起改属维埃纳区。

## 地理
鲁瓦邦（45°15'31"N, 5°14'39"E）面积67.31 平方千米，位于法国奥弗涅-罗讷-阿尔卑斯大区伊泽尔省，该省份为法国东南部内陆省份，北起顺时针与安省、萨瓦省、上阿尔卑斯省、德龙省、阿尔代什省、卢瓦尔省和罗讷省。
与鲁瓦邦接壤的市镇（或旧市镇、城区）包括：维里维尔、圣皮埃尔德布雷雪、瓦拉雪、贝桑、沙斯莱、舍夫里耶尔、马尔南、蒙法尔孔、米里奈、圣阿波利纳尔、瓦莱尔巴斯、圣安托万拉拜。
鲁瓦邦的时区为UTC+01:00、UTC+02:00（夏令时）。

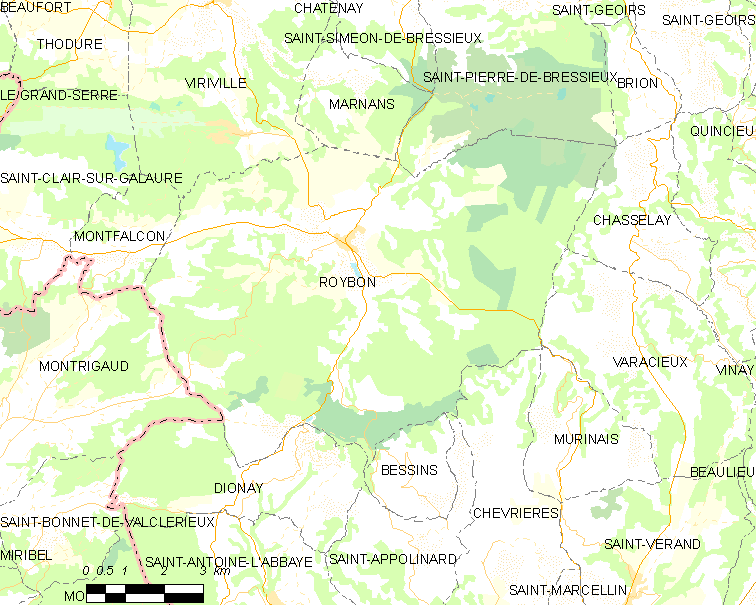
鲁瓦邦的OSM定位图

## 行政
鲁瓦邦的邮政编码为38940，INSEE市镇编码为38347。

## 政治
鲁瓦邦所属的省级选区为比耶夫尔县。

## 人口

1962-2008年间鲁瓦邦人口变化图示

鲁瓦邦于2022年1月1日时的人口数量为1103人。